# Staatswald Galm
Staatswald Galm är ett kommunlöst område i Schweiz.   Den ligger i distriktet Lac och kantonen Fribourg, i den centrala delen av landet, 21 km väster om huvudstaden Bern. Arean är 2,5 kvadratkilometer.
Terrängen i Staatswald Galm är platt.
Omgivningarna runt Staatswald Galm är en mosaik av jordbruksmark och naturlig växtlighet. Runt Staatswald Galm är det tätbefolkat, med 257 invånare per kvadratkilometer.